# Ясла Христові

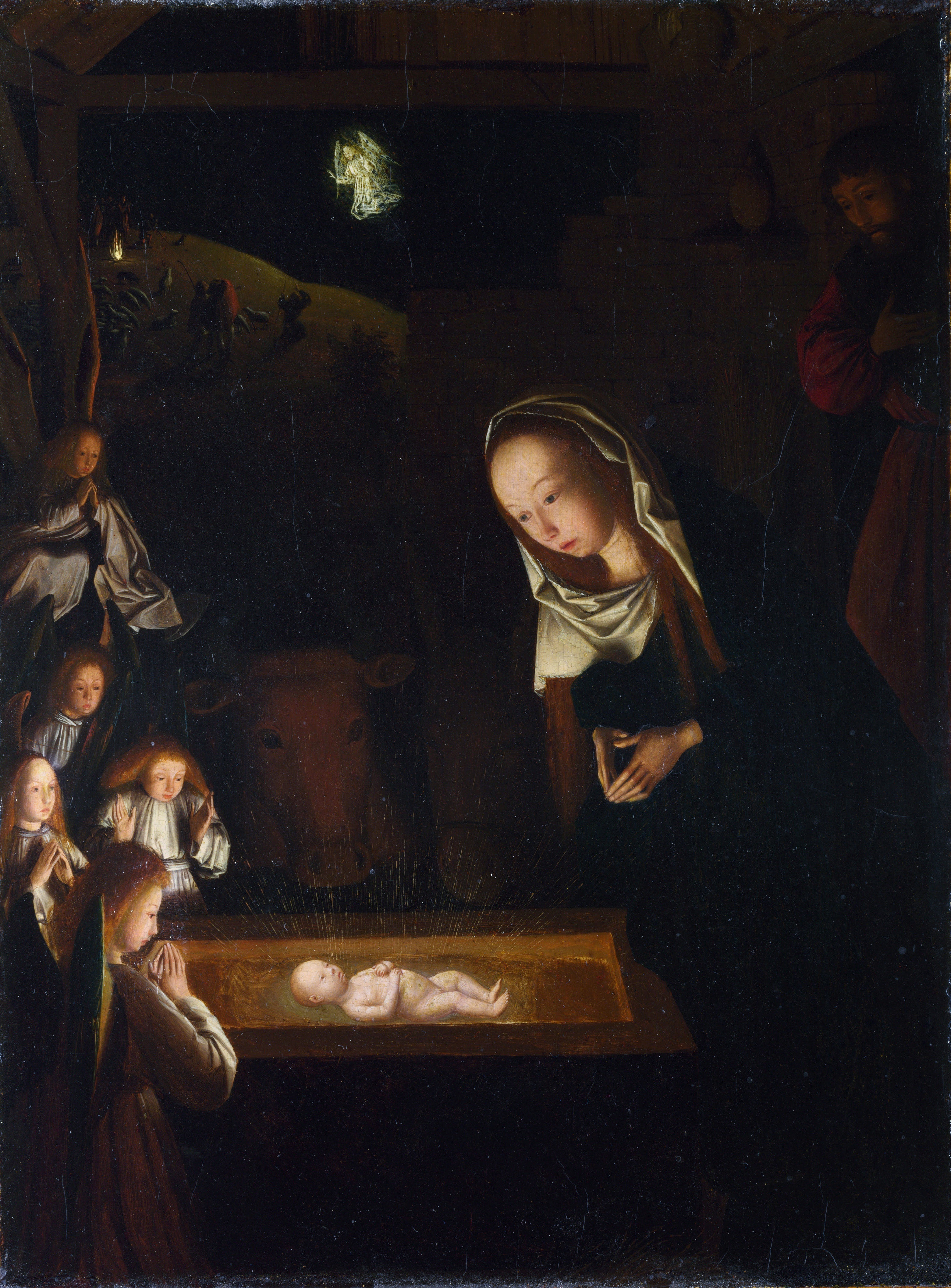
Ґертґен тот Сінт Янс. Поклоніння Немовляті (бл. 1490). Немовля Ісус зображений у кам'яних яслах

Ясла Христові — ясла (годівниця для домашніх тварин) в яку, згідно з євангельською розповіддю, Богородиця як в колиску поклала новонародженого немовля Ісуса. Відомі дві реліквії, що ототожнюються з яслами Христовими — у Вифлеємі та в Римі.

## Євангельська розповідь
Про ясла згадує у своєму Євангелії апостол Лука: (Коли ж вони були там, настав їй день породити і народила Сина свого первістка, і Його сповила, і поклала Його в ясла, бо не було їм місця в готелі). Далі ангел, сповіщаючи пастухам про народження Спасителя, говорить: «І ось вам знак: Ви знайдете дитя сповите, що лежатиме в яслах».
Крім канонічного Євангелія про те, що новонародженого Ісуса поклали в ясла, оповідають апокрифічна Арабська Євангелія дитинства Спасителя та Євангеліє псевдо-Матвія:
| Вона увійшла в хлів і поклала Дитятко в ясла, і віл і осел поклонилися Йому. Тоді виповнилося те, про що говорив пророк Ісая: «Віл знає власника свого, і осел — ясла пана свого». |

Протоєвангеліє Якова говорить про ясла вже в момент початку побиття немовлят Іродом: «Марія, почувши, що б'ють немовлят, злякавшись, взяла дитину свою, і сповила, поклала в ясла волові».

## Ясла в печері Різдва

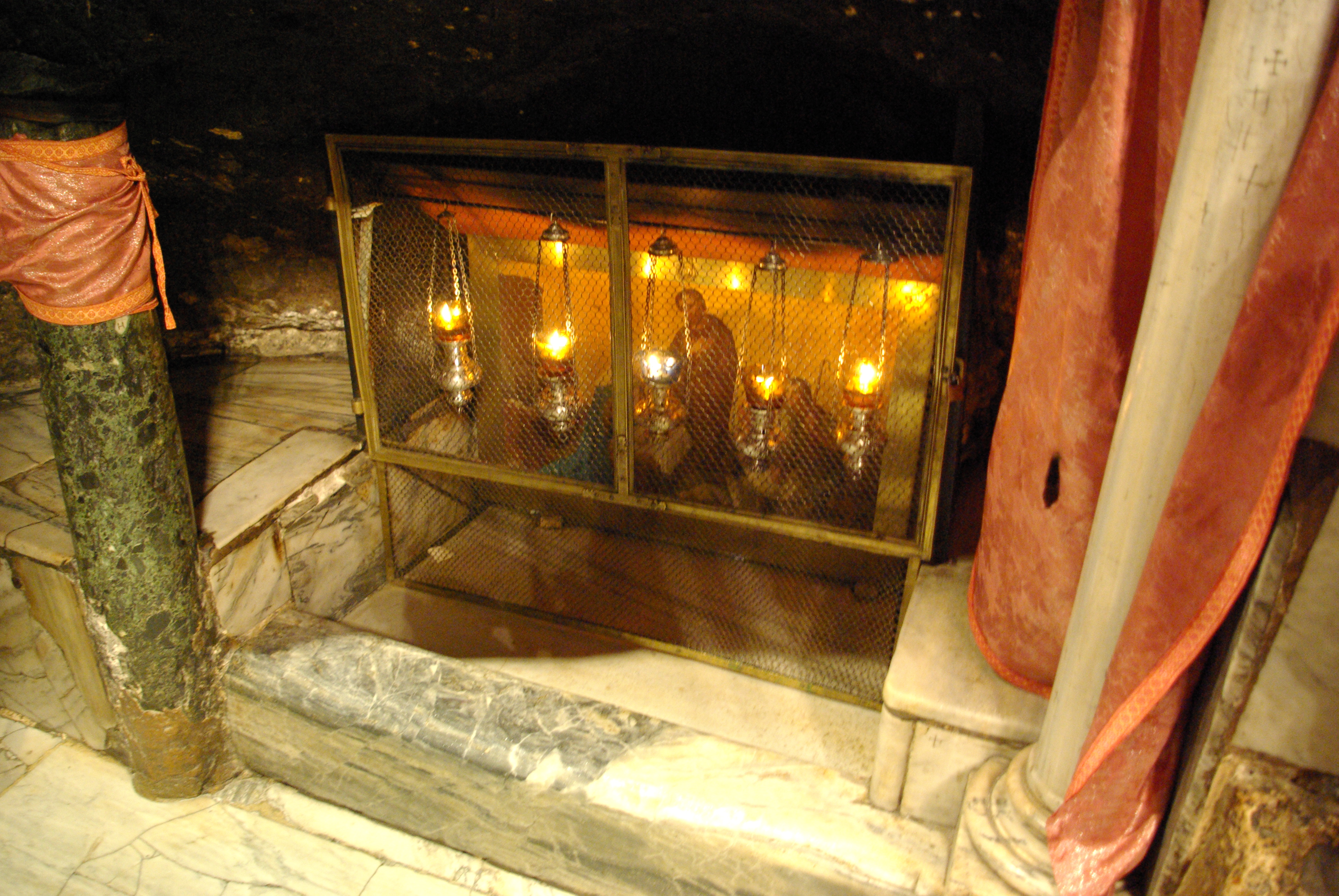
Ясла в печері Різдва

Під амвоном базиліки Різдва у Вифлеємі знаходиться печера Різдва Христового. У печері влаштований приділ Ясел (сьогодні він перебуває у віданні католицької церкви). Праворуч від входу в цей приділ знаходяться Ясла, де було покладено Христа після народження. Вони являють собою обкладене білим мармуром поглиблення в підлозі (бл. 1 х 1,3 м), облаштоване у вигляді колиски. Над яслами горить п'ять незгасних лампад, а за ними, біля стіни, поставлений невеликий образ зображає поклоніння вифлеємських пастухів Немовляті.
У давнину, за свідченням Ієроніма Стридонського, ясла були зроблені з глини, а потім їх виконали з золота та срібла. Середньовічні паломники прикладалися до ясел через три круглих отвори, що були в їх мармуровому обрамленні. У XIX столітті Михайло Скабалланович описує, що ясла Христові зроблені з мармуру, причому «дно з білого мармуру, а бічні стінки з коричневого мармуру; в яслах лежить зроблене з воску зображення немовляти Христа».

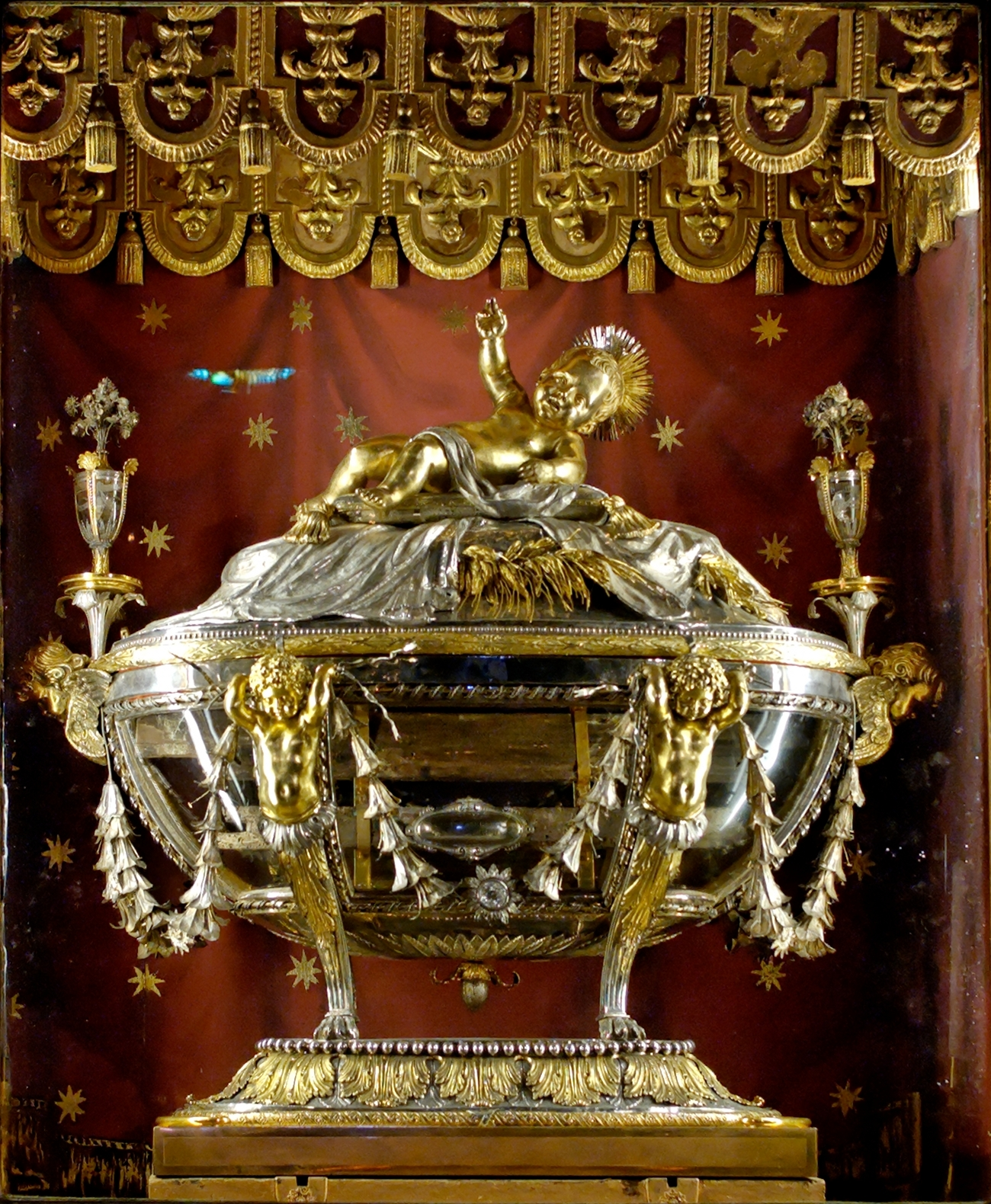
Ясла в Санта-Марія-Маджоре

## Ясла в Санта-Марія-Маджоре
У римській базиліці Санта-Марія-Маджоре з 642 року зберігаються привезені з Палестини дощечки, шановані як ясла Христові. Ясла вивезені до Риму через декілька років після захоплення Святої землі мусульманами, щоби запобігти нарузі над святинею. Їх називають Sacra culla, Cunambulum або Praesepe. Вони зроблені з оливкового дерева і являють собою п'ять дощечок, скріплених металевими смугами. На одній з металевих смуг збереглася сильно затертий грецький напис VII–IX століть з іменами християнських святих. Точний час виготовлення самих дощечок не встановлено.
Дощечки поміщені в дорогоцінний релікварій, який встановлений в крипті під головним вівтарем базиліки. В крипту ведуть двоє сходів праворуч і ліворуч від вівтаря. Перед релікварієм поміщена скульптура папи Пія IX, що стоїть на колінах роботи Джакометті.
За традицією 25-го числа кожного місяця до ясел допускають віруючих для поклоніння, а в різдвяний святвечір здійснюють з ними хресна хода навколо базиліки.